# Centrale acquisti
Le centrali acquisti sono strutture del settore pubblico, presenti in quasi tutti i paesi del mondo, nella pubblica amministrazione di questi ultimi.
Operano in qualità di centrali di committenza che gestiscono acquisti aggregati e centralizzati per conto dei propri Governi. Gli approvvigionamenti pubblici sono soggetti all'Agreement on Government Procurement (GPA), un trattato internazionale plurilaterale sotto gli auspici dell'Organizzazione mondiale del commercio.
L'OCSE dedica ampio spazio di approfondimento alle Centrali d'acquisto pubbliche (Central Purchasing Bodies) per via del forte impatto che gli approvvigionamenti pubblici generano sul Prodotto interno lordo di ciascun Paese.

## Principi generali
Gli elementi che caratterizzano l'azione delle centrali acquisti sono:
- minori costi di gestione del ciclo degli approvvigionamenti
- migliori prezzi d'acquisto
- capacità e competenza degli addetti agli acquisti pubblici
- standardizzazione ed efficienza amministrativa
- semplicità ed usabilità
- certezza dell'azione pubblica:
  - legale
  - tecnica
  - economica
  - contrattuale
- strumento di politica industriale per supportare:
  - innovazione tecnologica
  - piccole e medie imprese
  - Green public procurement
  - tutela sociale

## Nel mondo
Le più importanti centrali acquisti pubbliche mondiali sono raggruppate nel cosiddetto Procurement G6 (G6 degli approvvigionamenti) e ne fanno parte:
- Canada con PWGSC - Public Works and Government Services Canada
- Cile con ChileCompra
- Italia con Consip
- Corea del Sud con PPS - Public Procurement Service
- Regno Unito con OGC - Office of Government Commerce
- Stati Uniti con GSA - General Services Administration

In Europa quasi tutti i Paesi sono dotati di una centrale acquisti pubblica, regolata secondo le norme del Paese di stabilimento e secondo la normativa comunitaria sugli appalti pubblici.

### Italia
Nate nel 2001 con la Consip, sviluppatesi con le norme del Sistema a Rete dei Soggetti Aggregatori che vede la stretta cooperazione di Consip e delle Centrali Acquisti Regionali, il sistema è stato fortemente sviluppato dal Governo Renzi che ha inteso ridurre da 32.000 stazioni appaltanti a 35 soggetti aggregatori che bandiscono gare di grandi importi in Italia.